# Outlaw Gold
Outlaw Gold è un film del 1950 diretto da Wallace Fox.
È un western statunitense con Johnny Mack Brown, Jane Adams e Milburn Morante.

## Produzione
Il film, diretto da Wallace Fox su una sceneggiatura di Jack Lewis, fu prodotto da Vincent M. Fennelly per la Transwestern Pictures e girato nell'Iverson Ranch a Chatsworth, Los Angeles, California, nell'ottobre 1950.

## Distribuzione
Il film fu distribuito negli Stati Uniti dal 26 novembre 1950 al cinema dalla Monogram Pictures.